# Lagtävlingen i hoppning i ridsport vid olympiska sommarspelen 1988
Lagtävlingen i hoppning i ridsport vid olympiska sommarspelen 1988 var en av sex ridsportgrenar som avgjordes under de olympiska sommarspelen 1988. 

## Medaljörer
| Event | Guld                                                                             | Silver                                              | Brons                                                                |
| Lag   | Västtyskland Ludger Beerbaum Wolfgang Brinkman Dirk Hafemeister Franke Sloothaak | USA Greg Best Lisa Jaquin Anne Kursinske Joe Fargis | Frankrike Hubert Bourdy Frédéric Cottier Michel Robert Pierre Durand |

## Resultat
| Placering | Nation         | Poäng |
| 1         | Västtyskland   | 17,25 |
| 2         | USA            | 20,50 |
| 3         | Frankrike      | 27,50 |
| 4         | Kanada         | 28,75 |
| 5         | Nederländerna  | 32,25 |
| 6         | Storbritannien | 40,00 |
| 7         | Schweiz        | 44,25 |
| 8         | Brasilien      | 75,00 |
| 8         | Spanien        | 75,00 |
| 10        | Australien     | 77,50 |
| 11        | Irland         | 81,50 |
| 12        | Nya Zeeland    | 97,00 |
| -         | Japan          | DNQ   |
| -         | Mexiko         | DNQ   |
| -         | Sovjetunionen  | DNQ   |
| -         | Sydkorea       | DNQ   |